# Bernd Beyer (Schriftsteller)

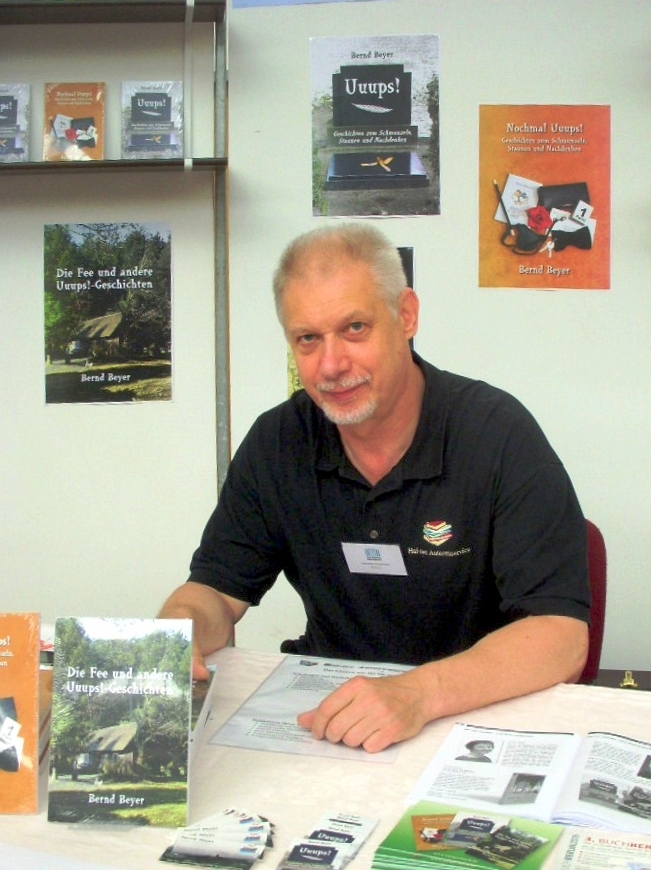
Bernd Beyer auf der mitteldeutschen Buchmesse 2016

Bernd Beyer (* 1955 in Cottbus) ist ein deutscher Schriftsteller und Verleger.

## Leben und Werk
Beyer wuchs in Forst (Lausitz) auf. Er lernte Elektrosignalmechaniker und trat 1977 der Volkspolizei bei. 1996 schied er mit dem Dienstgrad Polizeihauptkommissar aus der Polizei aus, wo er zuletzt beim Zentraldienst der Polizei Brandenburg tätig war. Von 1996 bis 2020 war Beyer Dezernatsleiter beim Landesamt für Soziales und Versorgung (LASV) des Landes Brandenburg in Cottbus.
Beyer stammt aus einer literarisch aktiven Familie, die Urgroßmutter, die Großmutter, die Mutter und deren Bruder schrieben Gedichte und Kurzgeschichten, die in Zeitungen und Journalen, im Radio oder im Fernsehfunk veröffentlicht wurden. Auch Bernd Beyer dichtete und erzielte damit vordere Plätze in regionalen und nationalen Wettbewerben. Von 1985 bis 1988 engagierte er sich u. a. im Cottbuser Kabarett „Die Stadtwächter“ und schrieb mehrere Kabarettsketche sowie bis 2003 weitere Kurzgeschichten. Nach einer Pause begann Beyer 2011 wieder mit dem Schreiben von Kurzgeschichten.
Beyer ist Mitglied im Freien Deutschen Autorenverband und war Mitbegründer des Brandenburger Autorenstammtisches. Die Geschichten in seinen Büchern sind oft skurril.
2015 gründete Bernd Beyer den Haileiht-Verlag, in dem er neben seinen eigenen Veröffentlichungen auch Bücher anderer Autoren verlegt.

## Werke (Auswahl)
- Sie nannten ihn Kleist. In: Freier Deutscher Autorenverband, Landesverband Brandenburg (Hrsg.): Kleist & ich: Annäherung und Begegnung. Edition Märkische Lebensart, Storkow 2012, ISBN 978-3-943614-02-2, S. 104–106. (Anthologie zum Kleist-Literaturwettbewerb 2011)
- Uuups! Geschichten zum Schmunzeln, Staunen und Nachdenken. Edition Märkische Lebensart, Storkow 2012, ISBN 978-3-943614-01-5.
- Beiträge, Layout zu Ostdeutscher Rosengarten – 100 Jahre Erinnerungen. Edition Märkische Lebensart, Storkow 2014, ISBN 978-3-943614-06-0.
- Beiträge zu Wilfried Hendricks (Hrsg.): FOR you – Menschen erzählen vom Arbeiten und Leben in Forst (Lausitz). Institut für Bildung in der Informationsgesellschaft an der TU Berlin, Berlin 2014, S. 26–29, 32, 38–39, 77, 82–83, 89, 92–93, 99–100. (Publikation im Rahmen des Projektes „Zukunft in Forst“)